# Cratere Arunaka
Arunaka è un cratere sulla superficie di Rea.